# Chociwel (stacja kolejowa)
Chociwel – stacja kolejowa w Chociwlu, w województwie zachodniopomorskim, w Polsce. Na przystanku stają pociągi osobowe oraz pospieszne relacji Runowo Pomorskie – Stargard. Według klasyfikacji PKP ma kategorię dworca lokalnego.

## Linki zewnętrzne

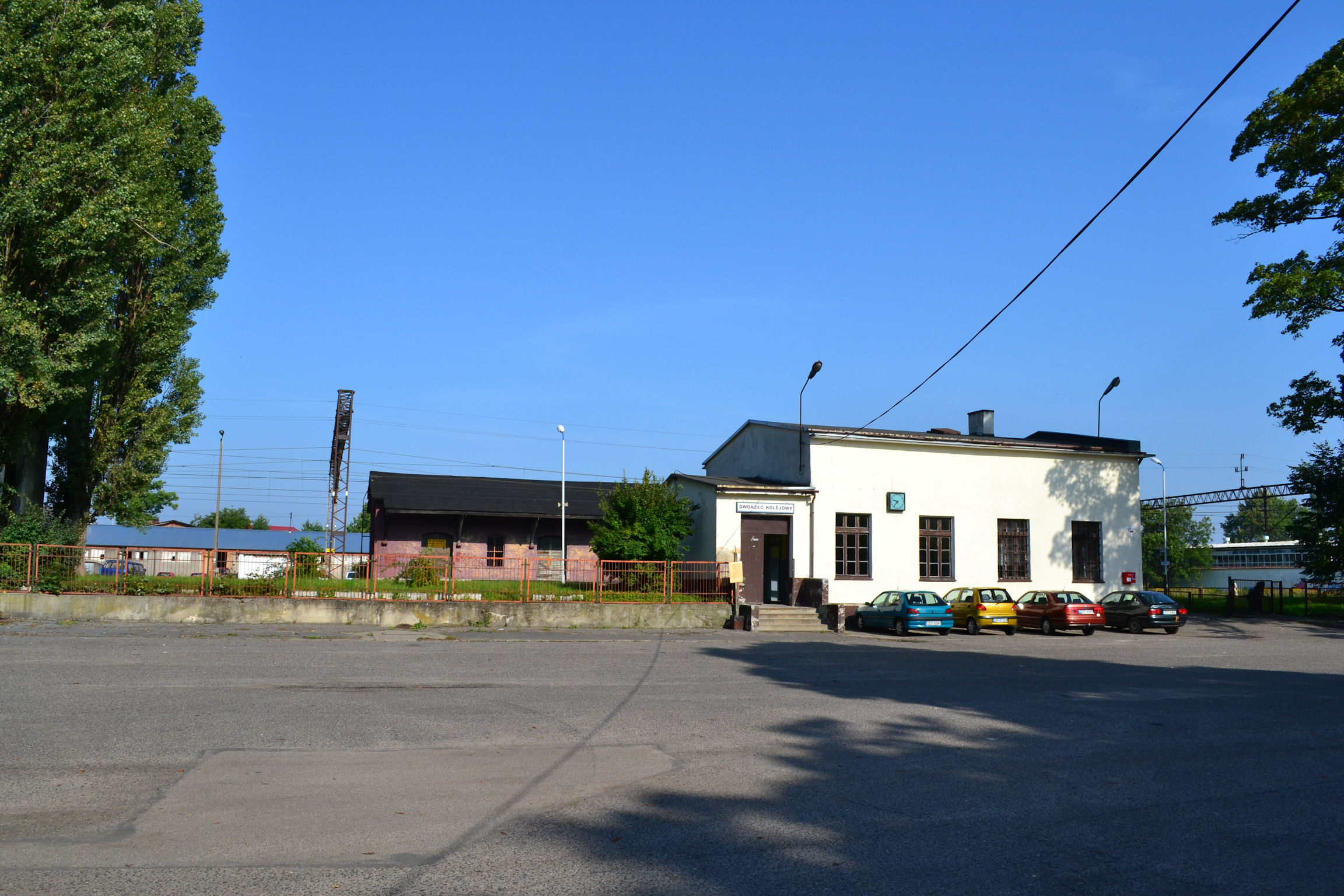
Budynek dworca w Chociwlu

## Ruch pasażerski
| Rok  | Wymiana pasażerska na dobę |
| ---- | -------------------------- |
| 2017 | 300-499                    |
| 2022 | 300-499                    |